# Río Dulce (Argentina)
El Dulce o Salí es un importante río del centro-norte de Argentina, principal integrante de la cuenca endorreica de la gran laguna de Mar Chiquita en la provincia de Córdoba (Argentina).

## Recorrido
El Río Dulce nace con el nombre de Río Anta en el extremo sur de la Provincia de Salta, teniendo sus fuentes hacia las coordenadas 25°59′08″S 65°35′01″O / -25.98556, -65.58361, en las selváticas laderas orientales de las Cumbres Calchaquíes. Poco después de su nacimiento, recibe por su margen izquierda los aportes del Río Candelaria y gira hacia el este, donde es el límite natural entre las provincias de Salta y provincia de Tucumán, con el nombre de Río Tala, para después girar nuevamente hacia el sur, esta vez ingresando en la provincia de Tucumán, donde es conocido con el nombre de Río Salí, dividiéndola prácticamente por la mitad, mientras engrosa sus caudales por numerosos afluentes que recibe por la derecha, procedentes de las citadas Cumbres Calchaquíes y de la sierra del Aconquija. Entre estos afluentes se cuentan, de norte a sur, los ríos de Las Cañas, Choromoros, Vipos, Los Sosa, Lules, Famaillá, Balderrama, Seco, Gastona, Chico, Marapa y Ovanta.
Dentro de la provincia de Tucumán, pasa por la ciudad de San Miguel de Tucumán; al norte, sus aguas forman el lago del embalse El Cadillal, mientras que al sureste, en la zona limítrofe con la Provincia de Santiago del Estero forma el gran embalse de Río Hondo. Antes de la creación del embalse, los ríos Gastona y Marapa confluían en un breve curso de agua llamado "río Hondo" que era el principal afluente del Dulce; el mismo ha desaparecido bajo la superficie del embalse, y los dos ríos desembocan en las márgenes del mismo.
Una vez que ingresa en la provincia de Santiago del Estero, recibe el nombre por el cual es más conocido, esto es Río Dulce, nombre que deriva del dialecto quichua santiagueño Mishqui Mayu (de mishki, dulce y mayu, río). Recorre la provincia en forma diagonal y con sentido sureste, pasando por el aglomerado urbano que forman las ciudades de Santiago del Estero y La Banda. 

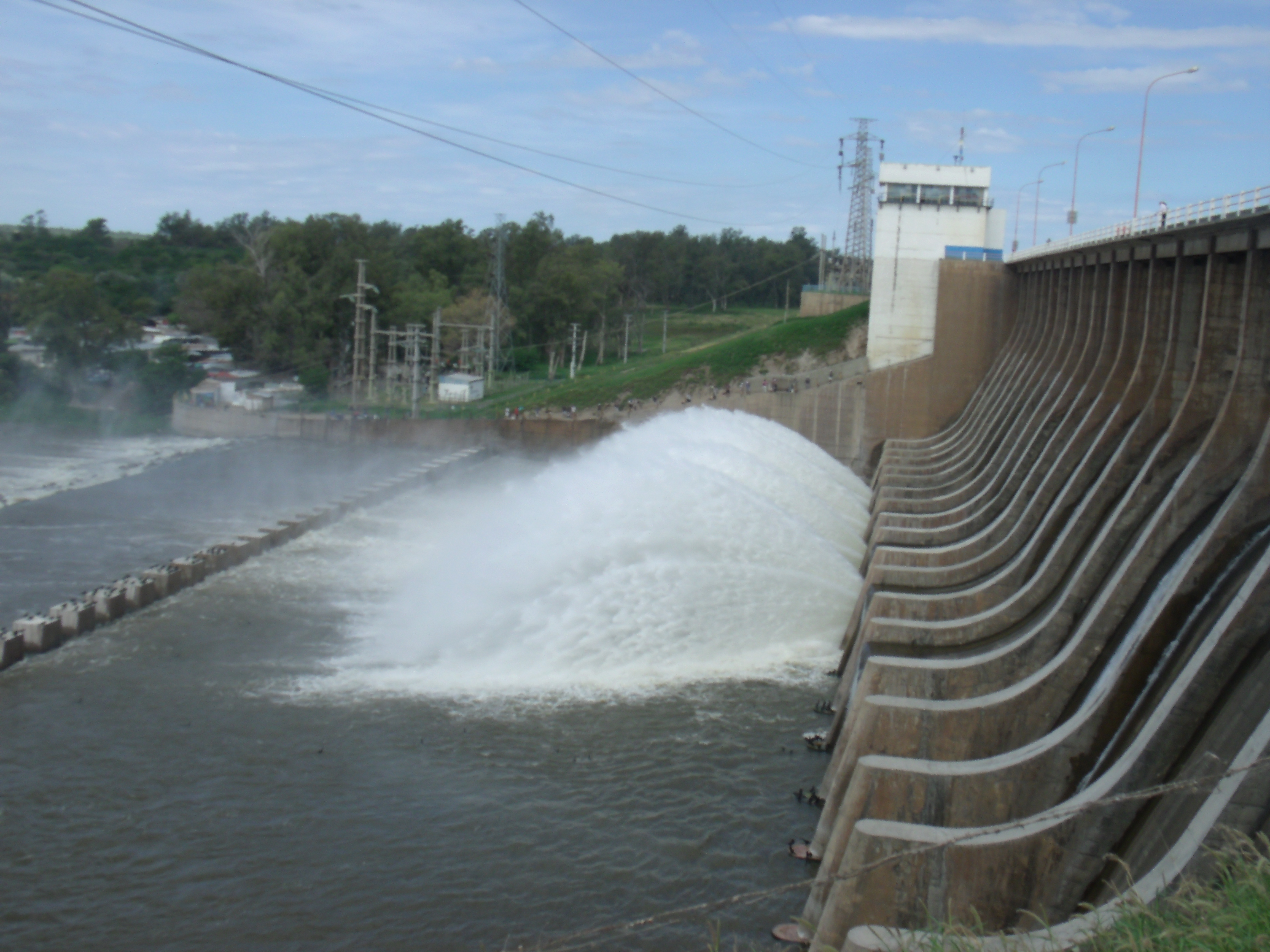
Vista del Dique Frontal de Río Hondo desde la escalinata al norte de la misma.

En esta parte de la Región Chaqueña forma numerosos humedales ("esteros"), algunos de ellos inundados artificialmente por embalses como el de Los Quiroga. Tras pasar por Santiago del Estero, la capital de la provincia, se divide en dos brazos. El más meridional y menos caudaloso, recorre los lindes septentrionales de las Salinas de Ambargasta en donde las aguas se tornan saladas, por lo que tal brazo recibe el nombre de Saladillo. Este ramal confluye nuevamente con el brazo principal en las cercanías de la población de Los Telares.
Su curso inferior ingresa hacia los 29°48′00″S 62°48′00″O / -29.80000, -62.80000 en la provincia de Córdoba, donde recibe el nombre de Petri y forma extensos humedales, justo antes de afluir en la gran laguna salada de Mar Chiquita tras haber recorrido unos 812 km

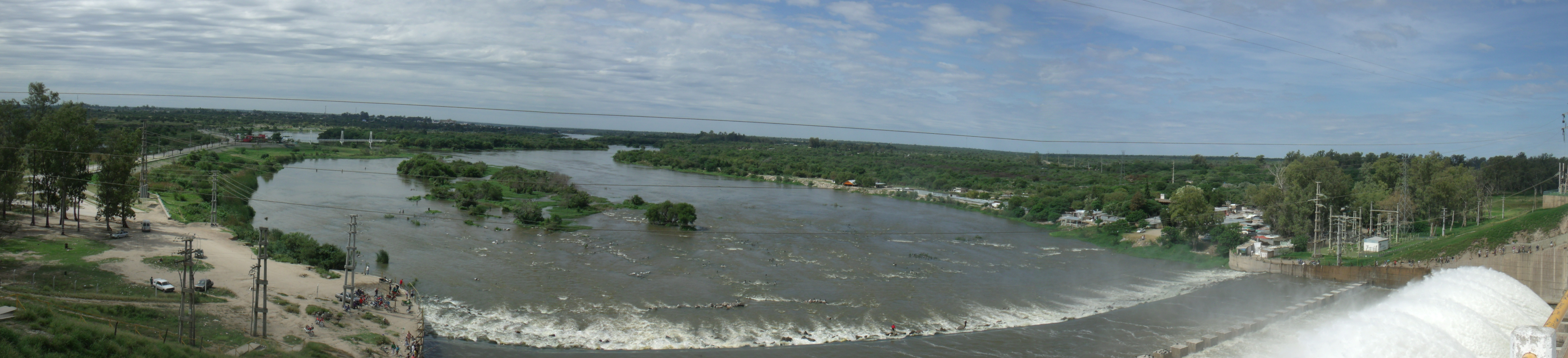
Vista panorámica del río Dulce desde el Dique Frontal

## Hidrología
La región superior, comprende la porción de la cuenca de aporte en las provincias de Tucumán, Salta y Catamarca. El módulo del río Dulce en el período septiembre de 1977 a marzo de 1978 fue de 90,7 m³/s, con un valor máximo de 226 m³/s y un mínimo de 2,7 m³/s.
La región inferior presenta características distintas a la superior. Es un sistema fluvial de llanura ramificado con cauces inestables, algunos efímeros y con numerosos bañados. El Río Dulce está regulado en el Embalse de Río Hondo que representa a su vez la divisoria entre las regiones superior e inferior. La pluviometría de esta región inferior es diferente a la superior en cuanto a que se registra una media anual de aproximadamente 600 mm y climáticamente se define como semiárido.
El valle de inundación del río Dulce es equivalente a un inmenso delta con un declive muy pequeño y con una gama muy grande de tenor salino en sus aguas que desemboca en la Laguna de Mar Chiquita. Su dinámica está condicionada y modelada fundamentalmente por la magnitud y la frecuencia de las inundaciones periódicas generadas por el aporte del Río Dulce. La frecuencia, intensidad y duración de dichas inundaciones determinada el modelado de la red hidrológica, la deposición y remoción de sedimentos y la composición florística de la vegetación. El pulso de inundación constituye por lo tanto el factor dinámico esencial para mantener la heterogeneidad de la vegetación y la fauna asociada, por lo que la preservación del régimen de inundación es un requisito básico para su conservación.

## Proyecto Canal Federal (PCF)
En la década de 1990 hubo un proyecto llamado Canal Federal por el cual se derivarían aguas del Río Dulce desde aproximadamente la zona de Río Hondo, en la provincia de Santiago del Estero, hacia las zonas yermas del este de las provincias de Catamarca y La Rioja. La finalidad era la de proporcionar agua para el riego de la agricultura comercial de la zona. El proyecto, tal y como estaba planteado fue desechado debido a que habría trasvasado grandes caudales del río Dulce, lo que habría provocado una catastrófica desecación de la gran laguna de Mar Chiquita.